# Rui Komatsu
Rui Komatsu (小松 塁 Komatsu Rui?, nacido el 29 de agosto de 1983 en Kochi) es un futbolista japonés que se desempeña como delantero.

## Trayectoria

### Clubes
| Club                | País  | Año         |
| ------------------- | ----- | ----------- |
| Cerezo Osaka        | Japón | 2006 - 2011 |
| V-Varen Nagasaki    | Japón | 2006        |
| Kawasaki Frontale   | Japón | 2012        |
| Oita Trinita        | Japón | 2013        |
| V-Varen Nagasaki    | Japón | 2013 - 2014 |
| Giravanz Kitakyushu | Japón | 2015 - 2017 |

## Estadística de carrera

### J. League
| Club                | Año   | J. League | J. League | Copa J. League | Copa J. League | Total | Total |
| Club                | Año   | Part.     | Goles     | Part.          | Goles          | Part. | Goles |
| ------------------- | ----- | --------- | --------- | -------------- | -------------- | ----- | ----- |
| Cerezo Osaka        | 2006  | 1         | 0         | 0              | 0              | 1     | 0     |
| Cerezo Osaka        | 2007  | 32        | 12        | -              | -              | 32    | 12    |
| Cerezo Osaka        | 2008  | 32        | 16        | -              | -              | 32    | 16    |
| Cerezo Osaka        | 2009  | 35        | 6         | -              | -              | 35    | 6     |
| Cerezo Osaka        | 2010  | 23        | 2         | 5              | 2              | 28    | 4     |
| Cerezo Osaka        | 2011  | 23        | 5         | 1              | 0              | 24    | 5     |
| Kawasaki Frontale   | 2012  | 12        | 0         | 2              | 0              | 14    | 0     |
| Oita Trinita        | 2013  | 5         | 1         | 2              | 0              | 7     | 1     |
| V-Varen Nagasaki    | 2013  | 12        | 4         | -              | -              | 12    | 4     |
| V-Varen Nagasaki    | 2014  | 30        | 4         | -              | -              | 30    | 4     |
| Giravanz Kitakyushu | 2015  | 41        | 18        | -              | -              | 41    | 18    |
| Giravanz Kitakyushu | 2016  | 33        | 4         | -              | -              | 33    | 4     |
| Giravanz Kitakyushu | 2017  | 14        | 0         | -              | -              | 14    | 0     |
| Total               | Total | 303       | 72        | 10             | 2              | 313   | 74    |